# ویلنوو (ان)
ویلنوو (به فرانسوی: Villeneuve) یک کمون در فرانسه است که در ان (اوورنی-رون-آلپ) واقع شده‌است. ویلنوو ۲۶٫۷۹ کیلومتر مربع مساحت دارد ۲۶۴ متر بالاتر از سطح دریا واقع شده‌است.